# Le persone inutili
Le persone inutili è un brano musicale cantato da Paolo Vallesi e scritto dallo stesso interprete con Beppe Dati, che è stato pubblicato come singolo nel 1991.
Dopo aver partecipato al Festival di Castrocaro, dove viene notato da Dado Parisini, Vallesi presenta questo brano al 41º Festival di Sanremo, conquistando il primo posto nella sezione Novità.
Nel maggio 1991 esce l'album di debutto, intitolato semplicemente Paolo Vallesi che vende 200 000 copie, ottenendo il disco d'oro, e nel settembre dello stesso anno l'artista partecipa a Vota la voce, dove vince un Telegatto come rivelazione dell'anno, venendo premiato da Claudio Baglioni.